# Зурбаганский стрелок
«Зурбаганский стрелок» — рассказ русского писателя Александра Грина, написанный и опубликованный в 1913 году.

## Сюжет и судьба текста
Действие рассказа происходит в вымышленной стране. Главный герой, Валуэр, легко разбогатевший и успевший разочароваться в жизни, после 15 лет отсутствия возвращается в родной город Зурбаган. Старый друг Фильс приводит его на заседание клуба «Союз для никого и ничего», члены которого, издеваясь над жизнью, идут на бессмысленный риск. Валуэра это не впечатляет. Позже он отправляется на охоту в компании нанятого им стрелка Астарота. В узком горном проходе герои натыкаются на армию Фильбанка, готовящуюся напасть на Зурбаган, вдвоём занимают оборону и дожидаются помощи. После этого Валуэр снова чувствует любовь к жизни.
«Зурбаганский стрелок» был написан в 1913 году и увидел свет в том же году на страницах журнала «Нива» (номера 43—46). В этой новелле и в написанном примерно тогда же «Дьяволе оранжевых вод» начинают вырисовываться черты вымышленной страны, которую литературоведы впоследствии назвали Гринландией. В частности, в «Стрелке» впервые описывается город Зурбаган, в котором литературоведы видят черты Севастополя.